# Vive (álbum de José José)
Vive es el octavo álbum de estudio del cantante mexicano José José. Fue lanzado al mercado bajo el sello discográfico RCA Víctor en 1974. El álbum estuvo producido de nueva cuenta por Eduardo Magallanes, con quien había trabajado en sus dos álbumes anteriores Cuando tú me quieras (1972) y Hasta que vuelvas (1973), respectivamente. Se destacan canciones como "Cada mañana", "Alguien que te extraña", Tu eres todo para mí" de Stevie wonder y "Déjame conocerte", este último interpretado y escrito originalmente por el cantautor canadiense Paul Anka. Cabe mencionar que la canción "déjame conocerte" en el lp tiene una duración de 3'28".

## Lista de canciones[1][2]
| Vive |                                                             |                                                     |          |  |
| N.º  | Título                                                      | Escritor(es)                                        | Duración |  |
| 1.   | «Cada mañana»                                               | Sergio Esquivel                                     | 3:38     |  |
| 2.   | «Y nada más»                                                | Juan Gabriel                                        | 2:54     |  |
| 3.   | «Es que te quiero»                                          | Leonor Porcella de Brea                             | 2:39     |  |
| 4.   | «Tú eres todo para mí» (You Are The Sunshine Of My Life)    | Stevie Wonder Adapt: al español: Felipe Gil         | 3:05     |  |
| 5.   | «Alguien que te extraña»                                    | Rossana Rosas                                       | 2:38     |  |
| 6.   | «Estábamos juntos»                                          | Leonor Porcella de Brea                             | 2:36     |  |
| 7.   | «Vive»                                                      | Leonor Porcella de Brea                             | 2:18     |  |
| 8.   | «Déjame conocerte» (Let Me Get To Know You)                 | Paul Anka Adapt: al español: Anamia Quintero        | 3:19     |  |
| 9.   | «Tú mi delirio»                                             | César Portillo de la Luz                            | 3:11     |  |
| 10.  | «Y háblame»                                                 | Paco Michel                                         | 4:43     |  |
| 11.  | «Cuando el amor se va de casa» (Quando a Amor Muda de Casa) | Isolda · Carlos Milton Adapt: al español: López Lee | 4:37     |  |

## Créditos y personal[2]
- José José - Voz
- Eduardo Magallanes - Arreglos y dirección en pistas 1, 4, 9, 10 y Producción.
- Homero Patrón - Arreglos y dirección en pistas 2, 3 y 5.
- Mario Patrón - Arreglos y dirección en pistas 7 y 11.
- Pocho Pérez - Arreglos en pista 8.
- Chucho Ferrer - Dirección en pista 8.